# Athénagoras d'Éphèse
Pour les articles homonymes, voir Athénagoras.
Athénagoras d'Éphèse fut tyran de la cité grecque d'Éphèse au VIe siècle av. J.-C.
Il est connu seulement par une mention dans la Souda, dictionnaire byzantin, qui le cite à l'article « Hipponax » en même temps qu'un autre tyran de la même période nommé Komas, disant que vers 540 av. J.-C., il a expulsé de sa cité le poète satirique Hipponax.
Il est possible qu'Athénagoras ait été mis en place par le roi achéménide Cyrus II après sa conquête de la région : on sait par ailleurs que Cyrus a dissous les institutions de Cymé, une autre cité d'Asie mineure, pour lui imposer un monarque. Cependant, rien dans la notice de la Souda ne l'atteste.